# Transfocus
El transfocus es tracta d'un moviment de càmera. Consisteix en el canvi d'enfocament dins un mateix pla de manera que passem d'enfocar un objecte/personatge que està en primer terme a un altre objecte/personatge que es troba en segon terme o viceversa. És un dels moviments de càmera més subtils.
És un moviment óptic, igual que el conegut moviment de càmera "zoom". Això significa que es regula amb la òptica de la càmera. Tot i això no comporta un apropament o distanciament, en aquest cas, està relacionat amb la profunditat de camp i l'enfocament.
La seva funció narrativa és dennotar el canvi de protagonisme d'un objecte/personatge a un altre sense necessitat de canviar de pla.
Els objectius narratius d'aquest moviment de càmera poden ser: 
- Indicar una alternança
- Canvi de protagonisme (Ex: conversa, una sorpresa, un comiat, o una nova acció.)

S'aconsegueix l'efecte visual de que l'espectador passa de fixar-se d'una cosa a una altra la qual abans no li parava atenció, perquè es trobava totalment desenfocada. Per tant, l'espectador experimenta un canvi d'atenció el qual és significatiu en l'escena.